# Hans Neuffer
Hans Neuffer (* 18. Januar 1892 in Ludwigsburg; † 2. März 1968 in Stuttgart) war ein deutscher Arzt, Publizist und Präsident der Bundesärztekammer (1949–1959).

## Leben und Wirken
Hans Neuffer entstammte einer protestantisch geprägten schwäbischen Juristen- und Theologenfamilie. Er war das fünfte Kind eines Ludwigsburger Oberbaurats und einer Mutter mit englischen und französischen Wurzeln; sein Bruder war Friedrich Wilhelm Neuffer. Die Eltern gehörten der freikirchlichen „Brüderbewegung“ an. Ein gern gesehener Besucher des gastfreundlichen und musikalischen Elternhauses war unter anderem Henry Dunant (1828–1910).
In seiner Vaterstadt besuchte Hans Neuffer das humanistische Gymnasium, anschließend studierte er ab 1910 an den Universitäten Tübingen, Heidelberg und Kiel Medizin. In Tübingen fand er Aufnahme in die „Deutsche Christliche Studentenvereinigung“ und in das „Deutsche Institut für ärztliche Mission“. Zum Dr. med. promoviert, nahm er am Ersten Weltkrieg als Feldhilfsarzt im Stuttgarter Reservelazarett VI und dann von 1916 bis 1917 als Bataillonsarzt an der Westfront vor Verdun teil. Nach Kriegsende wurde er Assistent an der Chirurgischen Klinik in Tübingen bei seinem Doktorvater Georg Clemens Perthes. 1921 ging er nach China, wo er bis 1927 mit seiner Frau als leitender Arzt an einem Missionskrankenhaus der Brüderbewegung in der chinesischen Provinz Kiangsu tätig war. Neuffers Arbeit als Chefarzt dieses Krankenhauses war verbunden mit der Gründung einer Schwesternschule.
Nach seiner Rückkehr wurde er 1929 leitender Arzt der Schutzpolizei im württembergischen Innenministerium. Diese Stellung musste er 1936 aufgeben, da sein Standpunkt als bekennender Christ zu den Euthanasiebestrebungen der Nationalsozialisten schließlich zu seiner Ausschaltung durch die NS-Stellen bei der Besetzung medizinischer Ämter führte. Er eröffnete damals eine Privatpraxis in Stuttgart-Degerloch, die er bis 1963 führte. Sein prominentester Patient war Theodor Heuss.
Auch von der Brüderbewegung wandte sich Neuffer 1937 aus politischen Gründen ab, da der nach dem Versammlungsverbot vom 13. April 1937 gegründete „Bund freikirchlicher Christen“ seiner Meinung nach religiöse und politische Forderungen unzulässig miteinander vermischte.
Von 1947 bis 1955 war Neuffer Vorsitzender bzw. Präsident der Bezirksärztekammer Nord-Württemberg, von 1955 bis 1958 Präsident der Landesärztekammer Baden-Württemberg und von 1949 bis 1959 Präsident, dann Ehrenpräsident der Bundesärztekammer, an deren Aufbau er maßgeblich beteiligt war. In seiner Eigenschaft als Präsident der Bundesärztekammer war Neuffer auch entscheidend an der Ausformulierung und Verabschiedung des Krankenpflegegesetzes der Bundesrepublik Deutschland vom 15. Juli 1957 beteiligt, das zum ersten Mal eine dreijährige Ausbildungszeit verbindlich festlegte.
Ihm wurden zahlreiche Ehrungen zuteil. 1952 erhielt er von der Staatsregierung Baden-Württembergs den Titel „Professor“ verliehen. Er war unter anderem Inhaber der Paracelsus-Medaille (1959) und Ehrensenator der Universität Tübingen. Zu seinem 65. Geburtstag erhielt er 1957 die Ehrendoktorwürde der Theologie und das große Verdienstkreuz der Bundesrepublik Deutschland mit Stern.
In Erinnerung an Hans Neuffer stiftete die Bezirksärztekammer Nord-Württemberg 1970 die Hans-Neuffer-Plakette.

## Werke (Auswahl)
- Gedanken über die im Laufe der Zeit im Kreise der Brüder aufgetretenen Schäden (Typoskript, 1933) (PDF, 73 kB, abgerufen am 19. Januar 2015)
- Ärztliche Ethik. In: Therapie und Praxis. Wien und Innsbruck 1958, S. 1–9
- Versuch der Verwirklichung des Christseins beim Arzt. Ärztliche Mitteilungen (1960), 48, S. 2461–2465.
- Die erhöhte Schlange. Eine Lebensgeschichte im Zeichen des Äskulapstabes und des Kreuzes. Deutscher Ärzte-Verlag, Köln und Berlin 1965.